# Hiren's BootCD
Hiren's BootCD es un Live CD que contiene utilidades para resolver problemas de arranque en las computadoras. Es útil cuando el sistema operativo primario no es capaz de iniciarse porque el sector cero o MBR del Disco duro o de la unidad de estado sólido no está escrito correctamente o lo ha perdido. El Hiren's BootCD tiene una lista extensa de programas. Las utilidades con funcionalidad similar en el disco se agrupan en menús y aunque parecen redundantes, poseen diferencias entre ellas que las hacen complementarias. En las últimas versiones incluye:
- Mini XP (con conexión a red por cable e inalámbrica)
- Pruebas del funcionamiento del sistema.
- Programas de particionado
- Programas de copias de seguridad
- Reproductores multimedia.
- Gestor del Master Boot Record.
- Herramientas del BIOS.
- Cambio o eliminación de contraseñas en el equipo.
- Programas de recuperación de datos.
- Antivirus y AntiMalware general.

## Legalidad
Hiren's BootCD se considera Warez y constituye una infracción del copyright según los propietarios de algunos programas.[cita requerida] Aun cuando contiene un 95% de programas de uso libre y abandonware, contiene también programas con copyright de Microsoft u otras compañías, por lo cual se debe tener en cuenta que al ser usado se puede infringir la ley de propiedad intelectual (debido a la significativa cantidad de programas licencia privativa). Esto hace que el disco sea ilegal en algunos países.
Sin embargo, a partir de la versión 10.6, se han venido eliminando todos los programas con copyright, siendo sustituidos por otros de uso libre, lo que ha generado una versión alterna llamada Restored Edition, que vuelve a incorporar las herramientas con copyright eliminadas por el autor original.
En la versión 15.1 sólo constan como warez los siguientes programas incluidos en el paquete:
- Mini Windows XP
- DOS Tools (Herramientas de Microsoft como chkdsk, compresor cab, etc..)

El resto de aplicaciones son todas libres o gratuitas.

## Alternativas
Aunque Hiren's Boot CD es un completo compendio de programas, se trata de una colección con algunos programas de licencia privativa y abandonware en su gran mayoría. Las últimas versiones solían incluir programas privativos obsoletos, como Norton Partition Magic cuya última versión es de 2005 y solía causar problemas. Afortunadamente se han sustituido por la suite Live CD Parted Magic, pudiendo ejecutar las aplicaciones anteriores por paquetes individuales bajo propia responsabilidad, pero no incluido en el paquete estándar.
Existen otras alternativas libres y gratuitas, las distribuciones de Linux. La mayoría de estas distribuciones incluyen una versión Live CD junto con el disco de instalación e incluyen un conjunto de programas, que frecuentemente pueden ser destinados a las mismas tareas que los programas de Hiren's Boot CD. Por ejemplo, GParted es útil para realizar tareas sobre particiones de las unidades de almacenamiento.

## Herramientas incluidas

### Errores con particiones y Linux
Algunas veces cuando se instala un sistema operativo podemos encontrar diversos errores, algunos de ellos es que la tabla de partición no funcione correctamente, o el espacio del disco duro no coincida y nos lleve a encontrar diversos fallos.
Para solucionar este problema se recomienda la utilidad "GParted" que permite, mediante un entorno gráfico, localizar el error y repararlo. Anteriormente se recomendaba Acronis Director Suite, pero dicha aplicación ya no está incluida en este conjunto, al ir abandonando progresivamente la necesidad de usar programas de licencia privativa en este paquete.

### Sectores de disco duro con daños magnéticos
También posee una herramienta llamada "HDD Regenerator" que recupera sectores de disco duro, que en primera instancia no repara el Scandisk de Windows. Estos son típicos daños magnéticos, que pueden ser provocados por subidas o bajadas de tensión. Esta herramienta fue reemplazada a partir de la versión 10.x por HDAT2.

### Mini Windows Xp
Es un Live CD de Windows XP que usa solo 192 MB de RAM en su funcionamiento como Disco RAM. Es especial para respaldar información de discos con Sistemas operativos infectados o defectuosos, o pasar el antivirus con posibilidad de eliminación segura (ya que el sistema operativo no se ha iniciado en la unidad afectada, y se posee control total sobre él). Reconocer unidades ATA y SATA con formato FAT32 y NTFS.

### Mini Windows 10
La versión conocida como "Hirens Boot PE (Preinstalation Environment)" también conocida como restored , está basada en una versión muy recortada de Windows 10, incluyendo actualizaciones que no se encuentran en las versiones más antiguas de Hirens. 
La desventaja frente a la versión de mini xp, es el alto consumo de RAM llegando a consumir fácilmente más de 1.5 GB. Aunque en equipos de 2GB de RAM, el rendimiento no se ve afectado, salvo por un pequeño problema que provoca que la pantalla se torne negro al no disponer de memoria suficiente. La imagen ISO puede llegar a pasar el GB de tamaño, superando por poco más de 256 MB el tamaño de una ISO de Hirens con mini XP.